# RFU Championship 2006-07
La RFU Championship 2006-07 fue la vigésima edición del torneo de segunda división de rugby de Inglaterra.

## Sistema de disputa
Los equipos se enfrentaran todos contra todos en condición de local y de visitante, totalizando 30 partidos en la fase regular.

## Clasificación
| Pos. | Equipo                    | Encuentros | Encuentros | Encuentros | Encuentros | Tantos | Tantos | Tantos | PB | Puntos |
| Pos. | Equipo                    | PJ         | PG         | PE         | PP         | F      | C      | Dif    | PB | Puntos |
| ---- | ------------------------- | ---------- | ---------- | ---------- | ---------- | ------ | ------ | ------ | -- | ------ |
| 1    | Leeds Tykes               | 30         | 24         | 2          | 4          | 960    | 474    | 486    | 22 | 122    |
| 2    | Rotherham Titans          | 30         | 23         | 1          | 6          | 937    | 501    | 436    | 24 | 118    |
| 3    | Doncaster Knights         | 30         | 22         | 1          | 7          | 855    | 474    | 381    | 20 | 110    |
| 4    | Exeter Chiefs             | 30         | 21         | 1          | 8          | 774    | 498    | 276    | 15 | 101    |
| 5    | Cornish Pirates           | 30         | 20         | 2          | 8          | 812    | 493    | 319    | 17 | 101    |
| 6    | Plymouth Albion RFC       | 30         | 19         | 1          | 10         | 789    | 450    | 339    | 19 | 97     |
| 7    | Bedford Blues             | 30         | 18         | 1          | 11         | 857    | 566    | 261    | 21 | 95     |
| 8    | Birmingham & Solihull RFC | 30         | 13         | 2          | 15         | 736    | 911    | -175   | 20 | 76     |
| 9    | Nottingham RFC            | 30         | 13         | 0          | 17         | 805    | 718    | 87     | 21 | 73     |
| 10   | Coventry RFC              | 30         | 12         | 2          | 16         | 569    | 745    | -176   | 13 | 65     |
| 11   | Newbury RFC               | 30         | 11         | 0          | 19         | 661    | 774    | -113   | 13 | 57     |
| 12   | London Welsh              | 30         | 11         | 1          | 18         | 572    | 794    | -222   | 10 | 56     |
| 13   | Sedgley Park RUFC         | 30         | 10         | 0          | 20         | 605    | 936    | -331   | 12 | 52     |
| 14   | Moseley RFC               | 30         | 7          | 0          | 23         | 527    | 943    | -416   | 9  | 37     |
| 15   | Otley RUFC                | 30         | 6          | 0          | 24         | 457    | 904    | -447   | 7  | 31     |
| 16   | Waterloo RFC              | 30         | 3          | 0          | 27         | 470    | 1175   | -705   | 6  | 18     |

|  | Campeón.                            |
|  | Descendidos a la National League 1. |

| Bandera de Inglaterra |
| Campeón Leeds Tykes   |
| Segundo título        |